# マンハッタン核作戦
『マンハッタン核作戦』（マンハッタンかくさくせん）は、大藪春彦のハードボイルド小説。伊達邦彦シリーズ長編第4作。邦彦が英国秘密諜報部員として活躍する最後の小説である。

## 概要
当初は1964年から『伊達邦彦地球を駆ける ハーレムから愛をこめて』の題でアサヒ芸能に連載していたが、翌年に大藪が拳銃不法所持の容疑で逮捕された影響を受け中絶。その後、1976年に新たに書き下ろした部分を追加し、光文社から単行本で刊行された。

## あらすじ
肌を特殊な染料で染めて黒人に変装した伊達邦彦は銀行強盗の容疑により逮捕された。しかし、それは英国秘密諜報部の作戦だった。彼の任務は刑務所内に収監されている“ミッキー”という男に接近し、彼が所属しているアメリカ合衆国、マンハッタン島の黒人居住区の黒人ギャングの結社「ブラック・モスク党」に潜入し、党が郵便列車から奪った金塊を取り戻した上で党を壊滅させることにあった。刑務所を難なく脱獄し、党の仲間入りを果たした邦彦だが、組織の中に深く喰い込んでゆくうち、彼は党の恐るべき破壊計画“マンハッタン作戦”を知るのだった。

## 刊行履歴
- 1964年 - 1965年 週刊アサヒ芸能に「伊達邦彦地球を駆ける - ハーレムより愛をこめて」の題で連載されるが中絶。
- 1976年　光文社より「マンハッタン核作戦」（新書版）の題で刊行
- 1980年　角川書店より「マンハッタン核作戦　甦った伊達邦彦」（文庫版）刊行
- 1997年　光文社より「マンハッタン核作戦　伊達邦彦全集⑦」（文庫版）刊行